# Apache Bloodhound
Apache Bloodhound — програмна платформа для управління спільною розробкою програмних проєктів та контролю за виправленням помилок, засновану на коді системи Trac. Проєкт Bloodhound був заснований у відповідь на неможливість інтеграції в Trac низки принципово нових можливостей, затребуваних багатьма розробниками, але не прийнятих в основний проєкт через консервативний стиль його розвитку. Код написаний на мові Python з використанням JavaScript-фреймворку Bootstrap. Як СУБД можна використовувати MySQL, PostgreSQL та SQLite. Для оцінки можливостей Apache Bloodhound підготовлений спеціальний демонстраційний сайт.
З відмінних рис Apache Bloodhound називається підтримка управління декількома проєктами, сучасний і простий для сприйняття інтерфейс користувача, інтегрований Wiki, засоби повнотекстового пошуку, зручний режим перегляду початкових текстів, спрощена система установки, розширені засоби відслідковування помилок та вирішення проблем користувачів. Система підтримує підключення плаґінів, написаних для Trac, і може використовуватися спільно з репозиторіями Subversion і Git.
Організація Apache Software Foundation надала проєкту Bloodhound статус первинного проєкту Apache у квітні 2013 після успішної перевірки в інкубаторі.

## Виноски
1. ↑  [ANNOUNCE] Apache Bloodhound 0.1.0 incubating Released. Архів оригіналу за 27 серпня 2013. Процитовано 2 квітня 2013.
2. ↑  The Apache Software Foundation Announces Apache Bloodhound™ as a Top-Level Project. Архів оригіналу за 24 квітня 2013. Процитовано 19 квітня 2013.
3. ↑  Система управления разработкой Bloodhound переведена в категорию первичных проектов Apache [Архівовано 6 квітня 2013 у Wayback Machine.] // opennet.ru 02.04.2013